# ماگیرووا وولا
ماگیرووا وولا (به لاتین: Magierowa Wola) یک روستا در لهستان است که در گمینا وارکا واقع شده‌است. ماگیرووا وولا ۲۱۰ نفر جمعیت دارد.